# Dance Like We're Making Love
„Dance Like We're Making Love” este un cântec al interpretei americane Ciara de pe al șaselea său album de studio, Jackie (2015). Acasta a fost scris de către Lukasz Gottwald, Timothy Thomas și Henry Walter, și produs de către Dr. Luke și Cirkut. În timp ce lucra la album, Ciara l-a contactat pe Luke pentru a lucra cu ea încă odată din moment ce a vrut să lucreze cu echipa ei de vis de producători. Împreună, au făcut trei melodii, cu „Dance Like We're Making Love” fiind înregistrată în timp ce Ciara era însărcinată cu primul ei copil.
Lansat pe iTunes ca o descărcare gratuită, cu o săptămână înainte de lansarea albumului, „Dance Like We're Making Love” a fost anunțat ca al doilea single de pe album pe data de 28 aprilie 2015. Cu toate acestea, „Give Me Love” a avut data de lansare de radio, precum și audio-ul și coperta încărcat pe contul ei VEVO, sugerând că acesta ar fi al doilea single, dar în cele din urmă Ciara a confirmat „Dance Like We're Making Love” ca al doilea single oficial si Epic Records a trimis piesa în Statele Unite ale Americii la urban contemporary radio pe data de 30 iunie 2015.

## Videoclipul
Videoclipul piesei a fost regizat de către Dave Meyers și a fost lansat pe data de 16 iulie 2015 și a fost declarat a fi videoclipul preferat a Ciarei până acum. Acesta descrie Ciara arătând fizicul ei în timp ce plutește într-o piscină și prezintă mișcări senzuale de dans alături de dansatorul Aakomon Jones. Criticii au apreciat videoclipul pentru a fi masiv, sufocant și unul dintre cele mai sexy videoclipuri din cariera ei. Cântecul s-a clasat în Billboard Hot 100 pentru o săptămână, fiind în același timp mai mult de succes pe clasamentele, Hot R&B/Hip-Hop Songs și Hot R&B Songs, ajungând în top zece în cele din urmă.

## Clasamente
| Clasament (2015)                                         | Poziție maximă |
| -------------------------------------------------------- | -------------- |
| Statele Unite ale Americii (Billboard Hot 100)           | 100            |
| Statele Unite ale Americii (R&B/Hip-Hop Songs Billboard) | 28             |